# 텔레비전 뉴질랜드

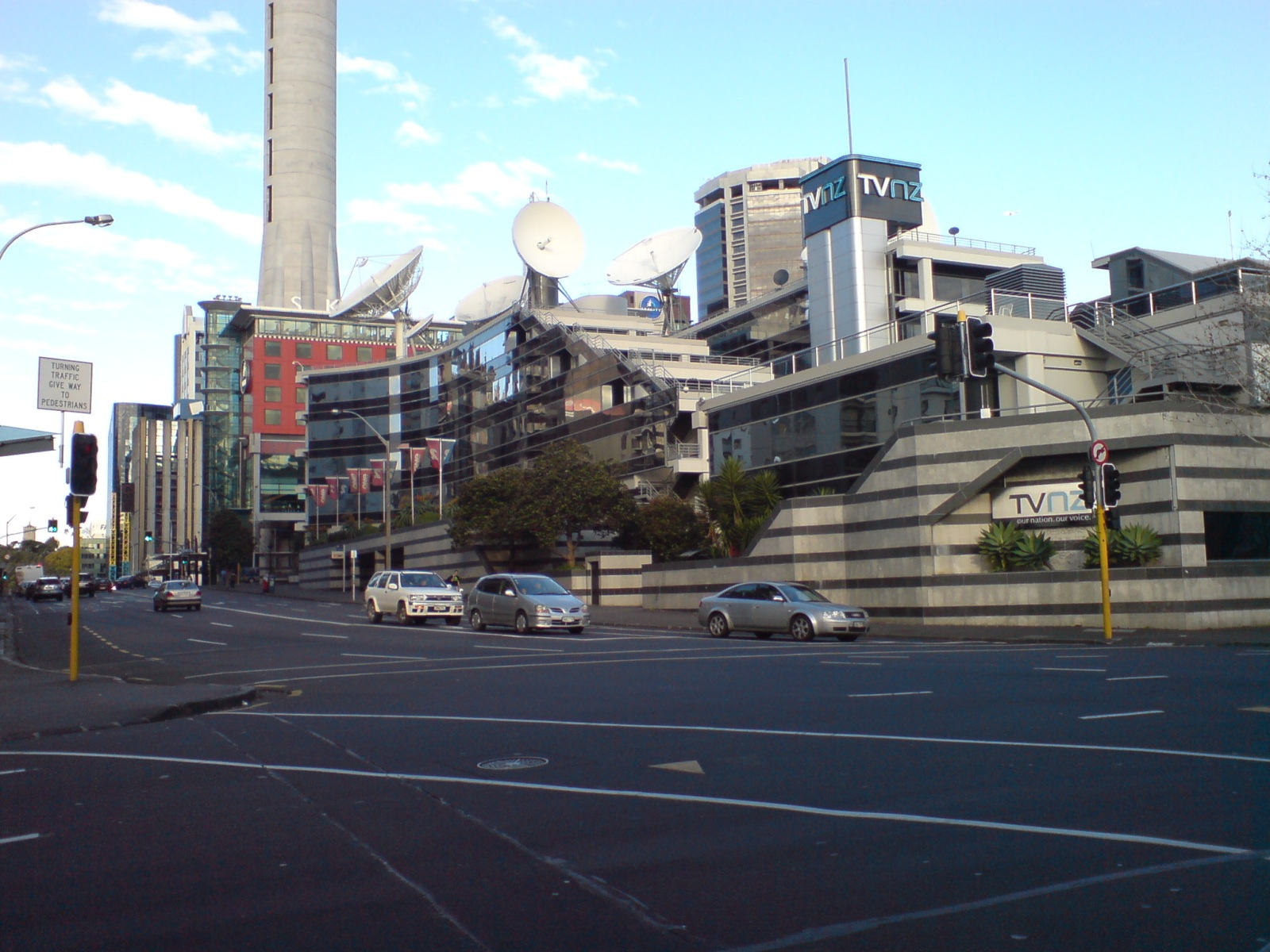
오클랜드 텔레비전 뉴질랜드의 본사.

텔레비전 뉴질랜드(Television New Zealand, TVNZ)는 뉴질랜드의 국영 기업이다. TVNZ 1, TVNZ 1 플러스 1, TVNZ 2,TVNZ 2 플러스 1, TVNZ 듀크, TVNZ 듀크 플러스 1 및 뉴 미디어 서비스를 운영하고 있다.

## 역사
TVNZ의 텔레비전 방송 TV One은 1960년 NZBC 텔레비전이란 이름으로 개국하였다. NZBC 텔레비전은 4개의 도시에서 각 지역국을 설치하여 운영되었는데 각각 오클랜드의 AKTV2, 웰링턴의 WNTV1, 더니딘의 DNTV2, 크라이스트처치의 CHTV3으로 구성되었다.
1975년 NZBC가 TV One, TV2, 라디오 뉴질랜드의 각 방송국으로 분리되었는데, 웰링턴 WNTV1, 더니딘 DNTV2는 TV One으로, 오클랜드 AKTV2, 크라이스트처치 CHTV3은 TV2로 합쳐졌으며 각 두 방송사는 전국 방송으로 확대되었다.
TV2는 1976년 사우스 퍼시픽 텔레비전(South Pacific Television)으로 개명되었고, TV One은 1977년 라디오 뉴질랜드함께 뉴질랜드 방송 협회(BCNZ)를 구성하게 된다.
1980년 사우스 퍼시픽 텔레비전이 다시 TV2로 바뀌고, TV One과 합쳐 텔레비전 뉴질랜드가 설립되었다. 1989년 TV2가 채널2로 개명되었다가 1995년 TV2로 환원되었다.

## 채널
- TVNZ 1 [1960년 6월 1일 개국. 옛 NZBC TV (1960~75), TV One (1975~2016)]
- TVNZ 1 플러스 1 (2012년 7월 1일 개국, TVNZ 1을 1시간씩 늦춰 방송)
- TVNZ 2 [1975년 6월 30일 개국. 옛 TV2 (1975~6, 1980~8, 1995~2016), Network 2 (1988), Channel 2(1989~95)]
- TVNZ 2 플러스 1 (2013년 9월 1일 개국, TV2를 1시간씩 늦춰 방송)
- TVNZ 듀크 (2016년 3월 20일 개국)
- TVNZ 플러스 (plus)

## 없어진 채널
(괄호안은 개국년도~폐국년도를 가리킨다)
- TVNZ 6 (2007년 9월 30일 ~ 2011년 2월 28일)
- TVNZ 7 (2008년 3월 30일 ~ 2012년 6월 30일, 뉴스 채널)
- TVNZ U (2011년 3월 13일 ~ 2013년 8월 31일, 청소년 방송)
- TVNZ 스포츠 엑스트라 (Sport Extra) (2007년 6월 ~ 2009년 8월 1일)
- TVNZ 하트랜드 (Heartland) (2010년 6월 1일 ~ 2015년 5월 31일, 유료 방송)
- TVNZ 키드존 24 (2011년 5월 1일 ~ 2016년 4월 30일, 어린이 및 교육 전문 유료 방송, 지금은 VOD로만 서비스)

## 같이 보기
- 라디오 뉴질랜드(RNZ)